# ستاره ژووسکی
ستاره ژووسکی (به لهستانی:  Stare Rzewuski) یک روستا در لهستان است که در گمینا پژسمکی واقع شده‌است.